# Leucospis leucotelus
Leucospis leucotelus is een vliesvleugelig insect uit de familie Leucospidae. De wetenschappelijke naam is voor het eerst geldig gepubliceerd in 1852 door Walker.